# ژان-بدل بوکاسا
ژان-بدل بوکاسا (فرانسوی: Jean-Bédel Bokassa‎؛ زاده ۲۲ فوریهٔ ۱۹۲۱ – درگذشته ۳ نوامبر ۱۹۹۶) افسر نظامی و دیکتاتور ضدکمونیست اهل جمهوری آفریقای مرکزی بود. بوکاسا از ۱ ژانویه ۱۹۶۶ تا ۴ دسامبر ۱۹۷۶ رئیس‌جمهور و از ۴ دسامبر ۱۹۷۶ تا ۲۰ سپتامبر ۱۹۷۹ امپراتور آفریقای مرکزی بود.
بوکاسا به قصاب آفریقای مرکزی مشهور شده‌است.

## زندگی‌نامه
ژان-بدل بوکاسا در ۲۲ فوریه ۱۹۲۱ در بوبانگویی متولد شد. پدرش "Mindogon Mgboundoulou" در سال ۱۹۲۷ درگذشت و با فوت مادرش "Marie Yokowo" دوازده فرزند یتیم بر جای ماند. بوکاسای جوان همراه برادرها و خواهرانش تحت مراقبت پدر بزرگش قرار گرفت. او در مدارس میسیون‌های فرانسوی تحصیل کرد.

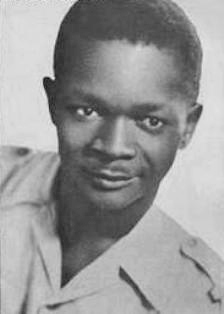

در ابتدا کاتولیکی با حرارت بود که می‌خواست کشیش شود. عموی وی جزء بنیانگذاران جمهوری آفریقای مرکزی بود ولی بوکاسا در جنگ جهانی دوم به سربازان فرانسوی پیوست.
او در دوران تحصیل با شخصیت ناپلئون بناپارت آشنا شد و از همان زمان شیفته او شد. این علاقه در بسیاری از تصمیمات بعدی او اثر گذاشت. به طوری که تاجگذاری خود را طبق الگوی تاجگذاری ناپلئون در پاریس ترتیب داد به شدت به رهبران فرانسه عشق می‌ورزید. به طوری که ژنرال دوگل را پدر خود می‌خواند. او وقتی که در مراسم تدفین وی شرکت کرد به شدت می‌گریست و می‌گفت: «یتیم شدیم». وی در ارتش فرانسه در خدمت ژنرال دوگل کار کرد و به درجه سرگردی رسید.
بوکاسا در ۱۹۶۶ یعنی زمانی که «فرمانده کل قوا» بود با برکنار کردن پسر عمویش، «دیوید داکو» (David Dacko)، در یک کودتای تقریباً بدون خونریزی به قدرت رسید و سپس داکو را به عنوان مشاور خود برگزید. یکی از اولین اقدام‌های او بعد از به قدرت رسیدن در ۱۹۶۶ قطع روابط با جمهوری خلق چین بود. او ادعا کرد که چین در یک توطئه علیه رژیم او دست داشته‌است. چین بعداً این موضوع را تکذیب کرد. بعدها روابط دو کشور عادی شد و در ۱۹۷۶ به عنوان میهمان افتخاری در چین پذیرایی شد.

بوکاسا با درجه فیلدمارشالی دبیر کلی حزب واحد کشورش، وزیر دادگستری، دفاع خدمات غیرنظامی، بیمه‌های اجتماعی و ۱۴ وزارت از ۱۶ وزارت کشور را در آن واحد بر عهده داشت در ۱۹۷۶ اعلام نمود که به اسلام گرویده‌است و نام خویش را به "Salah Eddine Ahmed Bokassa" تغییر داده‌است. سایر مقام‌های کشور نیز از وی پیروی نمودند و کشور رسماً اسلامی شد.
معمر قذافی رهبر لیبی و شیوخ عرب خلیج فارس میلیون‌ها دلار به وی هدیه کردند. اما وی پس از جمع‌آوری پول مورد نظر خود، از اسلام برگشت و دوباره مسیحی کاتولیک شد و کلیه مقامات نیز از وی پیروی کردند او سپس نام کشور را از جمهوری آفریقای مرکزی به امپراتوری آفریقای مرکزی تبدیل کرد و سال بعد خود را «امپراتور بوکاسای اول» نامید.
او پول‌های اهدایی کشورهای عرب را صرف مراسم تاجگذاری بسیار پرهزینه خود کرد. گفته می‌شود هزینه تاجگذاری وی در ۱۹۷۷، یک چهارم مجموع درآمد سالانه آفریقای مرکزی بود. بوکاسا در اجرای این مراسم ۳۴۰ تن شراب، شامپاین، خاویار و نیز ۶۰ دستگاه اتومبیل لیموزین وارد کشور کرده‌است.
در سال 1979، صدها دانش آموز به دلیل امتناع از خرید لباس فرم مدرسه از یک شرکت متعلق به یکی از همسران او دستگیر شدند. گزارش شده است که بوکاسا شخصاً بر کشتن 100 دانش آموز توسط محافظان خود نظارت داشته است.
بوکاسا سرانجام در سپتامبر ۱۹۷۹ زمانی که در لیبی به سر می‌برد در یک کودتای نظامی متقابل پسر عمویش «دیوید داکو» و شورش عمومی مردم از قدرت برکنار شد.
در پی این کودتا بوکاسا عازم کشورهای ساحل عاج و فرانسه شد. بوکاسا هنگامی که در نوامبر ۱۹۸۶ با فریب اطرافیان به کشورش بازگشت در فرودگاه دستگیر و راهی زندان شد اما ۸ سال بعد، در سپتامبر ۱۹۹۴ در جریان یک عفو عمومی از زندان آزاد گردید.
از جمله کسانی که در جلسات محاکمه بوکاسا برای شهادت علیه وی شرکت کرده بودند آشپز و خدمتکار قصر وی بود. «فیلیپ لینگرئیسا» آشپز بوکاسا در دادگاه گفته بود که به دستور بوکاسا اکثر مواقع گوشت مورد نیاز غذای امپراتور را از داخل فریزر شخصی وی که حاوی گوشت بدن و پای زنان مجرم و اعدام شده بوده‌است تأمین می‌کرده‌است. بوکاسا معتقد بود که دون شأن یک امپراتور است که از گوشت حیوانات تناول کند.
بوکاسا سرانجام در ۵ نوامبر ۱۹۹۶ در سن ۷۵ سالگی بر اثر حمله قلبی در بانگی درگذشت.

## اتهام آدم‌خواری
گفته می‌شود، از غذاهای مورد علاقه او، دُلمه برنج پیچیده‌شده در گوشتِ بدنِ انسان بوده‌است. به گفته آشپز سابق وی، گوشتِ بدنِ انسان را بعد از آغشتن به مقداری جین، برایش نیمه‌کباب می‌کردند.